# Purdis Farm
Purdis Farm est une paroisse civile du Suffolk, en Angleterre.